# 2261 Keeler
2261 Keeler је астероид главног астероидног појаса чија средња удаљеност од Сунца износи 2,377 астрономских јединица (АЈ).
Апсолутна магнитуда астероида је 12,8.